# ایسونا دلتا
ایسونا دلتا (به اسپانیایی: Isona y Conca Dellá) یک منطقهٔ مسکونی در اسپانیا است که در پالارز جوسا واقع شده‌است. ایسونا دلتا ۱۳۹٫۴ کیلومتر مربع مساحت دارد ۶۵۹ متر بالاتر از سطح دریا واقع شده‌است.